# Pouzolzia occidentalis
Pouzolzia occidentalis là loài thực vật có hoa trong họ Tầm ma. Loài này được (Liebm.) Wedd. miêu tả khoa học đầu tiên năm 1856.